# Pachycondyla havilandi
Pachycondyla havilandi är en myrart som beskrevs av Auguste-Henri Forel 1901. Pachycondyla havilandi ingår i släktet Pachycondyla och familjen myror.

## Underarter
Arten delas in i följande underarter:
- P. h. fochi
- P. h. godfreyi
- P. h. havilandi
- P. h. marleyi

## Bildgalleri

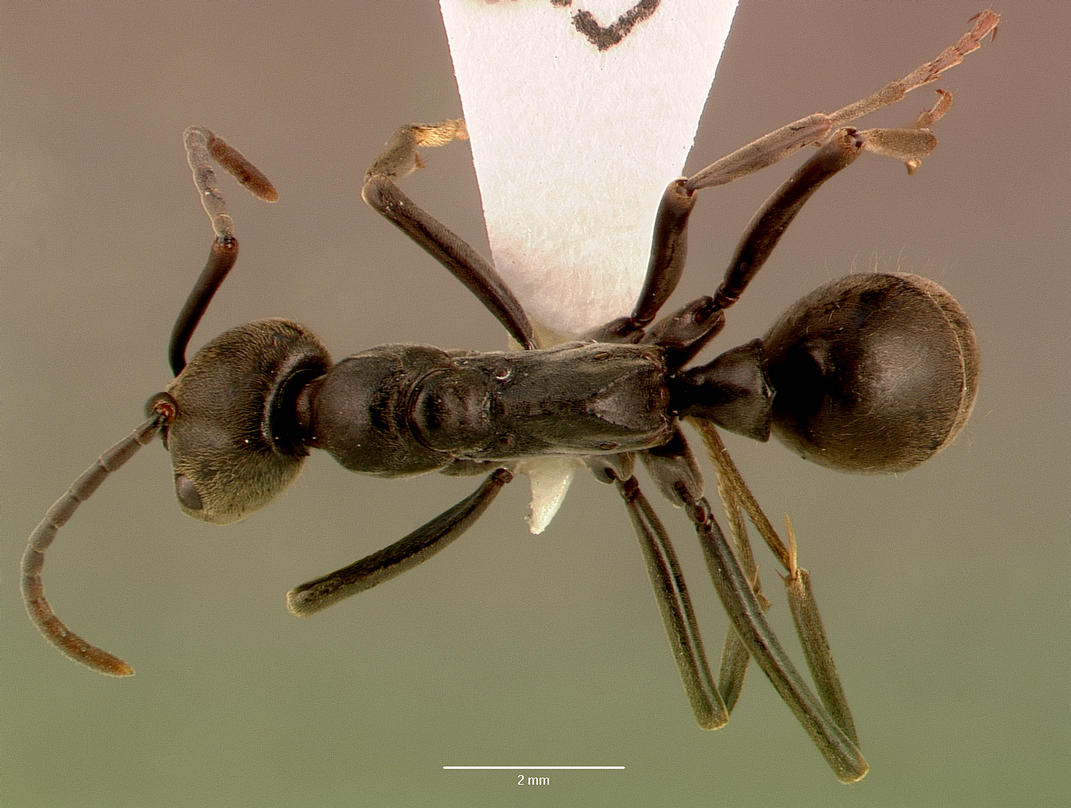
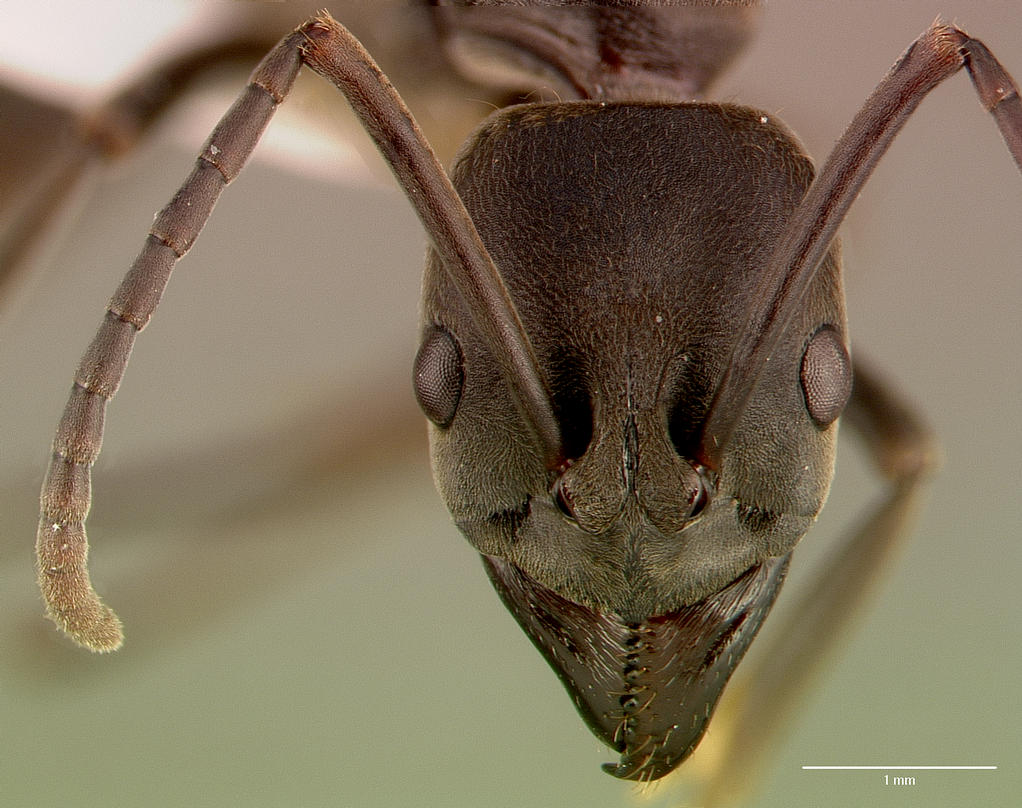
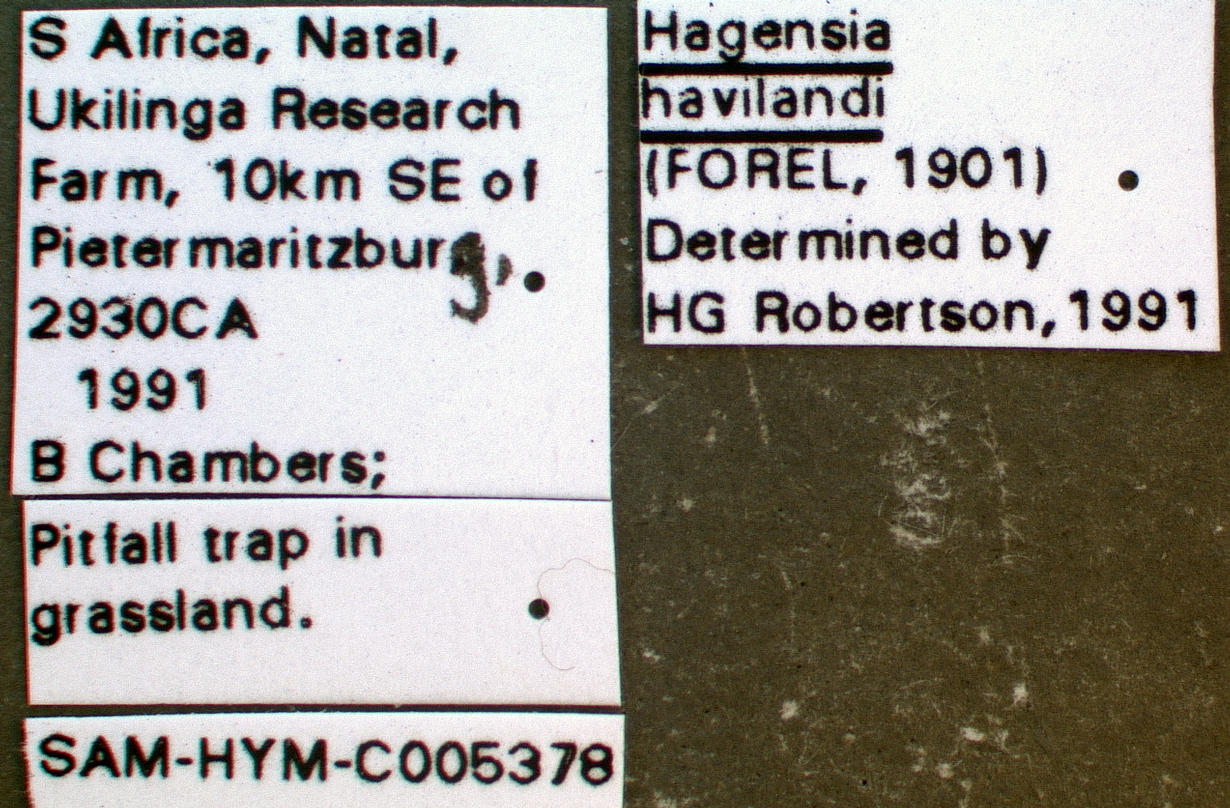
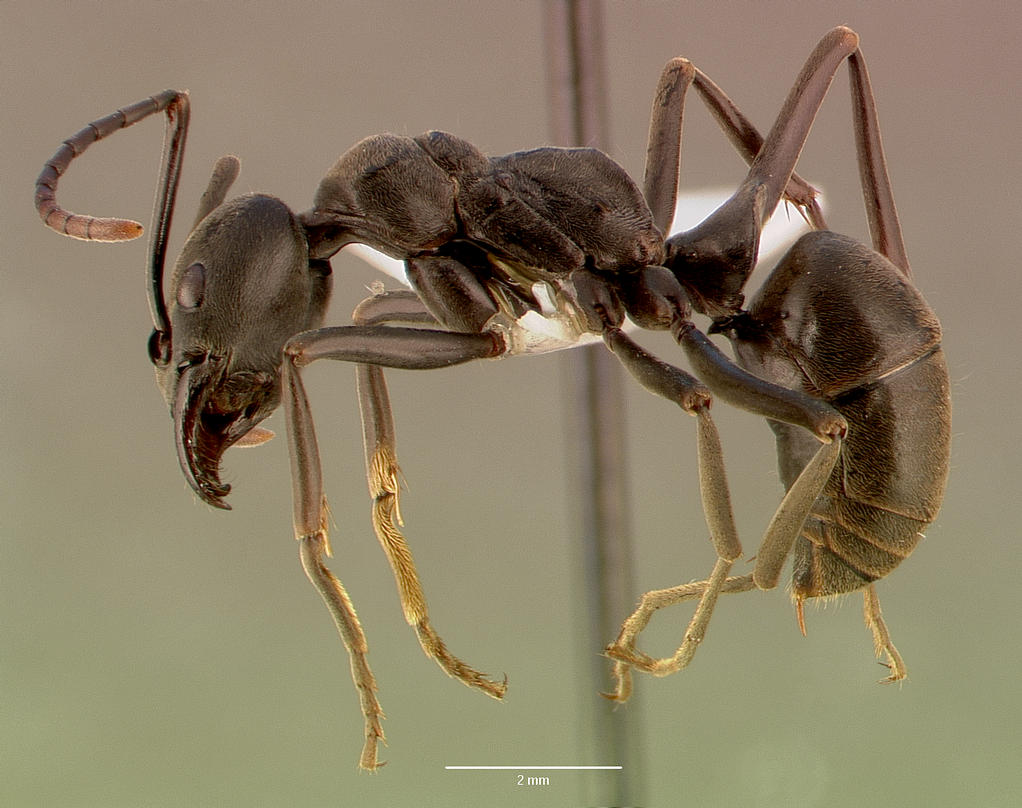
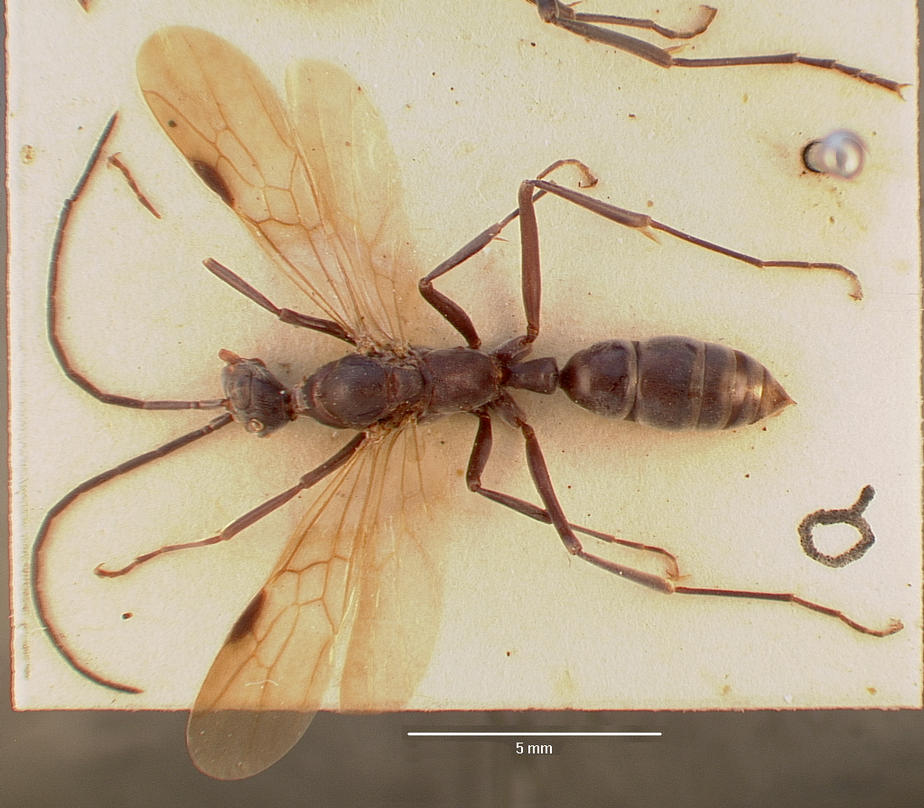
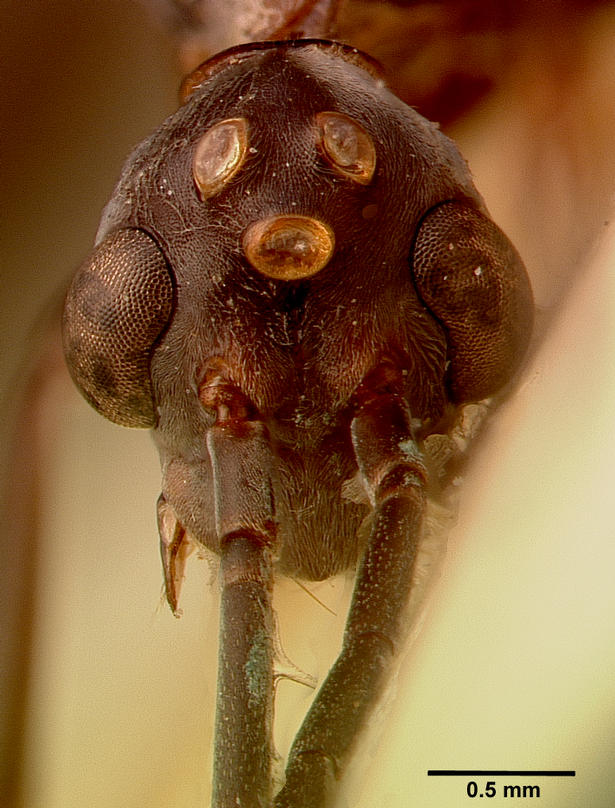